# Пономарёв, Георгий Александрович
Гео́ргий Алекса́ндрович Пономарёв (9 января 1920, Троицкий Посад, Козьмодемьянский уезд, Казанская губерния, РСФСР ― 19 февраля 2006, Москва, Россия) ― советский и российский военный врач. Участник Великой Отечественной войны и советско-японской войны (1944―1945). Начальник Главного военного клинического госпиталя имени Н. Н. Бурденко (1969―1973), начальник медицинской службы РВСН СССР (1973―1978), генерал-майор медицинской службы (1966). Член ВКП(б) с 1947 года.

## Биография
Родился 9 января 1920 года в селе Троицкий Посад ныне Горномарийского района Марий Эл.  
Окончил среднюю школу в г. Козьмодемьянске, где затем проработал один год учителем математики.
В августе 1939 года призван в РККА. В 1943 году окончил Ленинградскую военно-медицинскую академию. По окончании академии ― адъюнкт кафедры там же.
В 1944 году вновь призван в РККА. Участник Великой Отечественной войны и советско-японской войны: хирург, командир медицинской роты, командир 6 медико-санитарного батальона 6-й Польской пехотной дивизии на 1-м Белорусском фронте. Был контужен, ранен. Награждён орденом Отечественной войны II степени, Крестом Заслуги Польши (дважды) и медалями.
В 1947 году вступил в ВКП(б).
В 1947―1969 годах ― старший офицер Военно-медицинского управления на Дальнем Востоке: начальник медицинской службы 2-й отдельной стрелковой бригады; начальник окружных военных госпиталей Дальневосточного и Московского военного округа, начальник отдела Центрального военно-медицинского управления Министерства здравоохранения СССР. В 1966 году ему присвоено звание генерал-майора медицинской службы.
В 1969―1973 годах ― начальник Главного военного клинического госпиталя имени Н. Н. Бурденко в Москве. 
В 1973―1978 годах ― начальник медицинской службы ракетных войск ВС СССР. В октябре 1978 года вышел в отставку. Награждён орденами Красного Знамени, Отечественной войны I степени, Красной Звезды, «За службу Родине в Вооружённых Силах СССР» III степени и медалями.  
Скончался 19 февраля 2006 года в Москве.

## Награды

### Отечественные
- Орден Красного Знамени (1954)[5]
- Орден Отечественной войны I степени (06.04.1985)[5]
- Орден Отечественной войны II степени (10.06.1945)[5]
- Орден Красной Звезды (1951, дважды)[5]
- Орден «За службу Родине в Вооружённых Силах СССР» III степени (1975)[5]
- Медаль «За боевые заслуги» (1950)[5]
- Медаль «За освобождение Варшавы» (1945)[5]
- Медаль «За победу над Германией в Великой Отечественной войне 1941—1945 гг.» (09.05.1945)[5]
- Юбилейная медаль «30 лет Советской Армии и Флота» (1948)[5]
- Юбилейная медаль «Двадцать лет Победы в Великой Отечественной войне 1941—1945 гг.» (1965)[5]
- Юбилейная медаль «50 лет Вооружённых Сил СССР» (1967)[5]
- Юбилейная медаль «За воинскую доблесть. В ознаменование 100-летия со дня рождения Владимира Ильича Ленина» (1970)[5]
- Юбилейная медаль «60 лет Вооружённых Сил СССР» (1978)[5]
- Медаль «Ветеран Вооружённых Сил СССР» (1978)[5]

### Иностранные
- Боевой Крест Заслуги (Польша) (1945)[7]
- Серебряный Крест Заслуги (Польша) (1945)[7]
- Медаль «Братство по оружию» (Польша)[7]
- Медаль «За укрепление дружбы по оружию» II степени (ЧССР)[8]
- Медаль «Китайско-советская дружба» (1965)[5]